# 詹承烈
詹承烈（1924年—），男，四川重庆人，中国劳动卫生与职业病学家，曾任华西医科大学教授、博士生导师。